# 我反对：一个人大代表的参政传奇
《我反对：一个人大代表的参政传奇》是一部讲述中華人民共和國湖北省潛江市人大代表姚立法在12年內四次沒有權勢之下參選人大代表的帶传奇色彩的参政故事紀實文學著作，由現為自由撰稿人的朱凌以三年時間寫成。作者在前言中說道：因為作者心中的人大代表總是把「我同意」「我贊成」掛在嘴邊，姚立法為表達以良心說話的真實想法所說出的「我反對」因此成為書名。本書也成為基層民主發展的一個代表作。
該書在2006年10月由海南出版社出版，首次印刷印數一萬冊（此後再沒有再版或重印），著作雖隱去主要官員姓名（以英文字母代替），12月初被中共中央宣傳部封禁，而被禁消息傳出後朱凌表示在其博客中連載。国家版权局副局长阎晓宏在2007年2月8日表示沒有禁售本書，朱凌表示其官方口徑多次改變，並希望說清查禁部與細節等相關事宜。

## 目錄
- 第一章　選舉「長征」
- 第二章　「另類」人大代表
- 第三章　代表人民
- 第四章　人大代表像「蒼蠅」
- 第五章　真相與謊言
- 第六章　落選
- 第七章　微塵的舞蹈
- 附錄／後記

## 外部連結
- 朱凌的博客（本書之連載）失效连接
- 我反对《我反对》的被反对发行，楊銀波 2006年12月14日
- 姚立法谈被中宣部查封的新书，自由亞洲電台 2007年1月5日
- 新書揭選舉黑幕 中宣部查封問話，明報 2007年1月7日
- 国家出版署高官再次回应禁书一事[永久]，自由亞洲電台 2007年2月8日